# Allan Kardec
Allan Kardec, vlastním jménem Hippolyte Léon Denizard Rivail (3. října 1804 Lyon – 31. března 1869 Paříž), byl francouzský pedagog známý jako tvůrce systému spiritismu a propagátor této nauky.
Byl vychován jako katolík, učil přírodní vědy a francouzštinu v Paříži. Roku 1855 navštívil spiritistickou seanci a na základě tohoto zážitku se stal přesvědčeným spiritistou. Rozhodl se spiritistické fenomény systematicky prozkoumat a popsat. Své práce o spiritismu publikoval pod jménem Allan Kardec, jelikož mu prý duch jménem Zefiro sdělil, že se tak jmenoval v jedné své předchozí inkarnaci.